# بت الإشارة
في علوم الكمبيوتر ، بت الإشارة هو بت في تمثيل رقم موقّع (رقم يقبل تخزين الاعداد السالبة) يشير إلى إشارة الرقم. على الرغم من أن أنواع البيانات الموقعة فقط تحتوي على بت إشارة، إلا أنها تقع دائمًا في موضع البت الأكثر أهمية ،  لذلك قد يتم استخدام المصطلح بشكل قابل للتبديل مع "البت الأكثر أهمية" في بعض السياقات.
في أغلب الأحيان، إذا كان بت الإشارة يساوي 0، فإن الرقم ليس سالبًا (هو رقم موجب أو صفر).  اما إذا كان بت الإشارة يساوي 1، فيمكننا الاستدلال على ان الرقم سالب. يمكن تواجد الرقم صفر بكلا القيمتين "الصفر الموجب" و "الصفر السالب" في جميع طرق تمثيل الاعداد في نظام العد الثنائي عدا طريقة المتمم الثنائي، رغم أن "الصفر السالب" لا يخضع للتعريف الرياضي للاعداد السالبة.
عند استخدام طريقة المتمم، لتحويل رقم موقّع ذو حجم (عدد بتات) معين الى اخر بحجم أكبر (بتات إضافية)، يجب ملء البتات الإضافية بنسخ من بت الإشارة من أجل الحفاظ على قيمته العددية، :61–62عملية تسمى تمديد الإشارة أو انتشار الإشارة . 

## وزن بت الاشارة في طريقة المتمم الثنائي
| البت | القيمة باستخدام المتمم الثنائي |
| ---- | ------------------------------ |
| 0000 | 0                              |
| 0001 | 1                              |
| 0111 | 7                              |
| 1000 | -8                             |
| 1001 | -7                             |
| 1111 | -1                             |

يُعد المتمم الثنائي هو التنسيق الأكثر شيوعًا للأعداد الصحيحة الموقعة. في المتمم الثنائي، يكون لبت الإشارة الوزن -2w-1 حيث w يساوي موضع البت في العدد.  بالنسبة لعدد صحيح مكون من 8 بتات، فإن بت الإشارة سيكون له القيمة -28-1 ، أو -128. ونظرًا لكون هذه القيمة أكبر من جميع البتات الأخرى مجتمعة، فإن تعيين هذا البت سيؤدي في النهاية إلى جعل الرقم سلبيًا، وبالتالي تغيير الإشارة.

## وزن بت الاشارة في طريقة المتمم الأحادي
| البت | القيمة باستخدام المتمم الأحادي |
| ---- | ------------------------------ |
| 0000 | 0                              |
| 0001 | 1                              |
| 0111 | 7                              |
| 1000 | -7                             |
| 1001 | -6                             |
| 1111 | -0                             |

المتمم الأحادي يشبه المتمم الثنائي، ولكن بت الإشارة له الوزن -(2w-1 +1) حيث w يساوي موضع البت في العدد.[بحاجة لمصدر]</link> بالنسبة لعدد صحيح مكون من 8 بتات، فإن بت الإشارة سيكون له قيمة -(28-1 +1) ، أو -127. وهذا يسمح بوجود نوعين من الصفر : الموجب والسالب، وهو أمر غير ممكن مع المتمم الثنائي.

## بت الإشارة في الأعداد الصحيحة الممثلة بطريقة كم الإشارة
| البت | القيمة باستخدام حجم الإشارة |
| ---- | --------------------------- |
| 0000 | 0                           |
| 0001 | 1                           |
| 0111 | 7                           |
| 1000 | -0                          |
| 1001 | -1                          |
| 1111 | -7                          |

باستخدام كم الإشارة ، يحدد بت الإشارة الإشارة بشكل مباشر. إذا كان بت الإشارة يساوي 0، يكون الرقم موجبًا؛ وإذا كان بت الإشارة يساوي 1، يكون الرقم سالبًا. و تتحدد قيمة الرقم المطلقة من خلال جمع قيم البتات الأخرى بالقيمة المطلقة. :52–54على نحو مماثل مع المتمم الأحادي، هذا يسمح بوجود صفر موجب وصفر سالب.

## بت الإشارة في الأرقام ذات الفاصلة العائمة
الأرقام ذات الفاصلة العائمة ، مثل تنسيق IEEE ، وتنسيق IBM ، وتنسيق VAX ، وحتى التنسيق المستخدم بواسطة Zuse زد1 وزد3، تستخدم تمثيل الإشارة و الكم .[بحاجة لمصدر]</link>